# عبد المنعم يونس
عبد المنعم يونس (1354- 1446 هـ / 1935- 2024 م) أديب وناقد مصري، وأستاذ جامعي. الرئيس السابق للمكتب الإقليمي لرابطة الأدب الإسلامي العالمية في القاهرة (جمعية الأدب الإسلامي)، وعضو مجلس الأمناء، وعضو رابطة الأدب الحديث بالقاهرة.

## ولادته وتحصيله
ولد عبد المنعم بن أحمد بن يونس بن عبد المنعم في الأقصر بقنا، يوم 11 جُمادى الأولى 1354هـ الموافق 10 أغسطس (آب) 1935م. حفظ القرآن الكريم على مشايخ بلدته، وتلقَّى تعليمه العام في مدارسها.
التحقَ بجامعة الأزهر الشريف في القاهرة، وتخرَّج في كلية اللغة العربية فيها، حاصلًا على الشهادة العالية (ليسانس) عام 1966م، ثم على شهادة التخصُّص (ماجستير) من الكلية نفسها عام 1969م، ثم على شهادة العالِمية (دكتوراه) من كلية اللغة العربية في أسيوط عام 1981م.

## عمله ووظائفه
عمل مدرِّسًا للغة العربية بمدارس وِزارة التربية والتعليم بمصر حتى عام 1979، ثم أمضى ستَّ سنوات معلِّمًا للغة العربية في التعليم الثانوي في دولة الجزائر.
ثم عمل مدرسًا مساعدًا في كلية اللغة العربية بالمنوفية في مصر، ثم ترقَّى إلى أستاذ مساعد، فأستاذ مشارك، فأستاذ (بروفسور) للأدب والنقد في الكلِّية نفسها. وصار وكيلًا لكلية اللغة العربية بشبين الكوم في جامعة الأزهر الشريف.
وعمل عدَّة سنوات أستاذًا للأدب في كلية اللغة العربية بجامعة الإمام محمد بن سعود الإسلامية بالرياض، في المملكة العربية السعودية.

## نشاطاته
هو عضو رابطة الأدب الحديث بالقاهرة، وعضو رابطة الأدب الإسلامي العالمية منذ عام 1410هـ/ 1990م، وعضو مجلس الأمناء فيها، وانتُخب رئيسًا للمكتب الإقليمي للرابطة في القاهرة (جمعية الأدب الإسلامي) عام 1993، بعد سفر رئيسه الدكتور عبده زايد للتدريس في كلية اللغة العربية بجامعة الإمام بالرياض.
عمل بدأب ونشاط، وهمَّة عالية مدَّة تولِّيه رئاسة المكتب في القاهرة، في عقد اللقاءات والندَوات والمؤتمرات المحلِّية والإقليمية والدَّولية. وأشرف على نشاطات الرابطة في مقرِّ المكتب بجمعية الشبَّان المسلمين بالقاهرة، ثم بمقرِّ المكتب الخاص في باب اللوق بعابدين. وحضر دورات مجلس الأمناء بصفته رئيسَ مكتب القاهرة، ومؤتمرات الهيئة العامَّة. وكان المكتب يعقد ندَوات بالتعاون مع الجامعات المصرية والمراكز الثقافية في الأقاليم. وكان عضوَ الهيئة الإدارية لمكتب البلاد العربية مدَّة عمله بجامعة الإمام محمد بن سعود الإسلامية بالرياض.

## مؤلفاته
1. الآداب الإسلامية العامَّة في سورة الحُجُرات، 1964.
2. صورة المرأة العربية في القصائد السبع الطوال (المعلَّقات) الجاهليات، 1984.
3. كعب بن مالك الأنصاري رضي الله عنه، حياته وشعره، 1986.[4]
4. الشاعر الشهيد عبد الله بن رواحة رضي الله عنه، 1989.
5. النقد الأدبي بين التحليل اللغوي والتفسير الجمالي.[5]
6. الشعر في عصر بني أمية بين المنهج الأخلاقي والتيار المادي.
7. سينية البحتُري بين التأثُّر والتأثير.

بحوث عديدة منشورة في مجلة كلية اللغة العربية في الأدب والنقد.

## من أقواله
«لا بدَّ لدعَوات الإصلاح من مَعُوقات، ولا بدَّ لمن يريد إصلاحًا أن يجدَ من يَحولُ بينه وبين ذلك؛ لأن الذين يألفون الباطلَ ينافحون عنه، وقد رأينا ذلك في كثير من دعَوات الإصلاح التي قامت، ووقف أمامها المُغرضون. ورابطة الأدب الإسلامي العالمية ليست بدعًا من ذلك، فهي تريد أن يكونَ للأدب رسالة، وأن تكون تلك الرسالة منبعثةً من تراثنا وعقيدتنا وسلوكياتنا التي ننفرد بها عن كثير من الأمم. وهذه الرسالة تجدُ من يقف في وجهها؛ لأن هذه الرسالةَ ستكون سببًا في كشف زيف هؤلاء الناس وخداعهم للأمَّة الإسلامية من هذا المنطلق. وليس أدلَّ على ذلك ممَّا يفعله دعاة العلمانية، والحداثة المنحرفة في تقزيم أدبائنا وشعرائنا الإسلاميين، والوقوف أمامهم لعرقلة جهودهم بطريق مباشر، أو غير مباشر. ولكننا نقول: إن على رابطة الأدب الإسلامي والمُنتمين إليها أن يكثِّفوا جهودهم، وأن يتبنَّوا الشباب الواعد الذي يستطيع الإبداع في مجال الأدب الإسلامي، الذي يمكنه أن يتصدَّى لكل من يريد القضاء على رسالة الأدب الإسلامي (واللّهُ غالِبٌ على أَمْرِهِ ولكِنَّ أكْثَرَ النَّاسِ لا يَعْلَمُون)».

## وفاته
توفي عبد المنعم يونس في مستشفى المقاولون العرب بالقاهرة، صباح يوم الخميس 12 المحرَّم 1446هـ الموافق 18 يوليو (تَمُّوز) 2024م.